# Psophodidae
Psophodidae  (лат.) — семейство воробьинообразных птиц. Включает 6 видов.
Традиционно представителей Psophodidae (роды Androphobus и Psophodes) вместе с родами Cinclosoma, Ptilorrhoa, Ifrita, Eupetes и Melampitta объединяли в семейство флейтистовых (Eupetidae). Исследования 2007 и 2009 годов показали, что роды Androphobus, Psophodes, Cinclosoma, Ptilorrhoa не являются близкими с родом Eupetes, поэтому их выделили сначала в семейство Cinclosomatidae, но почти сразу Androphobus и Psophodes выделили в семейство Psophodidae. Некоторые авторы все же сближают эти четыре рода в одно семейство, тогда приоритетным должно быть название Psophodidae.
Psophodidae распространены в Австралии и на западе Новой Гвинеи. Обитают в различных средах: от тропических лесов до засушливого буша.
Птицы длиной 19—31 см. Окраска оперения оливково-зелёного или коричневого цвета. На голове имеется хохол.
Наземные птицы, летают неохотно, предпочитая бегать. Питаются насекомыми и другими мелкими беспозвоночными, за которыми охотятся на земле. Изредка могут поедать семена. Чашеобразное гнездо строят среди кустарников или на земле. Откладывают два—три яйца.

## Систематика
- Зелёные флейтисты (Androphobus Hartert & Paludan, 1934)
  - Зелёный флейтист (Androphobus viridis (Rothschild & Hartert, EJO, 1911))
- Птицы-бичи (Psophodes Vigors & Horsfield, 1827)
  - Psophodes cristatus (Gould, 1838)
  - Psophodes leucogaster Howe & Ross, JA, 1933
  - Западная птица-бич (Psophodes nigrogularis Gould, 1844)
  - Psophodes occidentalis (Mathews, 1912)
  - Восточная птица-бич (Psophodes olivaceus (Latham, 1801))